# ヤング・ライオンズ (アルバム)
『ヤング・ライオンズ』（Young Lions）は、アメリカ合衆国のミュージシャン、エイドリアン・ブリューが1990年に発表した、ソロ名義では5作目のスタジオ・アルバム。

## 背景
デヴィッド・ボウイが「プリティー・ピンク・ローズ」及び「ガンマン」のソングライティングとボーカルに参加。なお、ボウイがブリューを従えて1990年に行った「サウンド+ヴィジョン・ツアー」では、「プリティー・ピンク・ローズ」もセットリスト入りしている。「アイ・アム・ワット・アイ・アム」に収録されたスポークン・ワードは、Prophet Omegaというナッシュビルのラジオ伝道師によるもので、ブリューの持っていたテープが音源として使用された。ブリュー自身が殆どの楽器を演奏しているが、「ヤング・ライオンズ」にはヴァン・カンペン・アンサンブルという4人組のパーカッション・アンサンブルが参加し、「フォン・コール・フロム・ザ・ムーン」ではマイク・バーネットがストリング・ベースを担当した。
「ハートビート」はキング・クリムゾンのアルバム『ビート』（1982年）収録曲のセルフ・カヴァー。「ノット・アロン・エニィモア」はトラヴェリング・ウィルベリーズのカヴァーで、当初は前作『ミスター・ミュージック・ヘッド』（1989年）に収録する予定だったが、トラヴェリング・ウィルベリーズのメンバーの一人ロイ・オービソンがその頃に死去し、更にブリュー自身が「このアルバムには合わない」と判断したことから収録が見送られ、本作で発表される形となった。

## 反響・評価
アメリカでは本作がBillboard 200で118位に達し、『ビルボード』のモダン・ロック・トラックス・チャートでは「プリティー・ピンク・ローズ」が2位、「メン・イン・ヘリコプターズ」が17位を記録した。Dave Connollyはオールミュージックにおいて5点満点中2.5点を付け「前作『ミスター・ミュージック・ヘッド』と同様、ブリューの才能を極めて受け入れやすいパッケージで提示している」「突出したシングルがないとはいえ、『ヤング・ライオンズ』におけるブリューのワン・マン・パフォーマンスは聴き物である」と評している。

## 収録曲
特記なき楽曲はエイドリアン・ブリュー作詞／作曲。
1. ヤング・ライオンズ - "Young Lions" - 3:48
2. プリティー・ピンク・ローズ - "Pretty Pink Rose" (David Bowie) - 4:45
3. ハートビート - "Heartbeat" (Adrian Belew, Robert Fripp, Tony Levin, Bill Bruford) - 4:00
4. ルッキング・フォー・ア・ユー・エフ・オー - "Looking for a U.F.O." - 3:37
5. アイ・アム・ワット・アイ・アム - "I Am What I Am" (A. Belew, Prophet Omega) - 4:12
6. ノット・アロン・エニィモア - "Not Alone Anymore" (George Harrison, Jeff Lynne, Bob Dylan, Tom Petty, Roy Orbison) - 3:16
7. メン・イン・ヘリコプターズ - "Men in Helicopters" - 3:18
8. スモール・ワールド - "Small World" - 3:46
9. フォン・コール・フロム・ザ・ムーン - "Phone Call from the Moon" - 3:39
10. ガンマン - "Gunman" (A. Belew, D. Bowie) - 3:55